# Horst Karl Dobner Eberl
Horst Karl Dobner Eberl (nacido como Horst Karl Dobner, el 13 de noviembre de 1940 en Tachau, Bohemia) una personalidad en el medio del Catastro y la Fotogrametría en México. Es conocido por innovar durante la década de los 70's y 80's el desarrollo del Catastro en ese país.

## Reseña biográfica

### Nacimiento e infancia
Horst Karl Dobner Eberl nació el 13 de noviembre de 1940 en la localidad de Tachau, Bohemia. Es hijo de Franz Dobner y de Maria Eberl. Con dos hermanos, Franz (fallecido) y Christa, quien actualmente vive en Klein-Auheim, Hanau, Alemania.

### Comienzos
Después de un éxodo del los pueblos de la Bohemia hacia Alemania al término de la Segunda Guerra Mundial, en 1945 la familia Dobner se establece en Gross-Auheim, Hanau, Alemania, en donde Horst Dobner comienza sus estudios de bachillerato en la Escuela Friedrich Ebert.
En 1965 llega a México donde se casa con Rosa María Cueto y Manilla. En 1969 tiene a su primer y único hijo, Stefan Dobner Cuetro.

### Resumen de su Educación y Desarrollo Profesional
En 1962 cursa la carrera en Ingeniería Geodesta en la Facultad de Arquitectura, Ingeniería Civil y Geodesia, en la ciudad de Frankfort del Meno, Alemania. En 1963 hace su postgrado en Ingeniería Fotogramétrica, en el International Training Centre for Aerial Survey (ITC), en Delft, Holanda. 

Ha asistido a numerosos cursos de actualización:
- en Geodesia, en Washington D. C., EE. UU.;
- en Matemática, en la UNAM;
- en Probabilidad y Estadística, en la UNAM
- en Diseño de Experimentos, en la UNAM;
- en Ingeniería, en la Universidad de California en L.A. en EE. UU.

En su experiencia profesional destacan, entre otras, actividades como:
- Consultor del Ministerio de Petróleo y Obras Públicas de Arabia Saudita;
- Ingeniero en Jefe de la Compañía Aerocartografía de México, S.A.;
- Consultor de la Organización de Estados Americanos (OEA);
- Consultor del Instituto Mundial de Administradores Locales Municipales (IULA);
- Jefe del Departamento de Catastro del Estado de México;
- Director de Catastro y Contribuciones a la Propiedad Raíz del Distrito Federal;
- Director general de la Empresa Geoinformática, S.A. de C.V.

El Ing. Dobner Eberl es fundador y expresidente del Instituto Mexicano de Valuación del Estado de México. Fue vicepresidente del IX Congreso Panamericano de Valuación y Catastro; vicepresidente del Instituto Norteamericano para la Modernización de Registros de la Tierra (MOLDS) con sede en Washington D. C., EE. UU., director general del Instituto de Geoinformática de México, A.C, y actualmente es Director de Geoinformática, S.A.
Asimismo, es miembro de ocho sociedades profesionales de su especialidad; ha participado en 94 congresos, convenciones y seminarios sobre Geodesia, Fotogrametría, Cartografía, Percepción Remota, Sistemas de Información Geográfica, Administración Fiscal, Derecho Registral, Valuación y Catastro; ha dictado numerosas conferencias, ha impartido 20 cursos y diplomados en diversas universidades e institutos, y ha publicado 157 artículos técnicos y 8 libros.

## Cursos, Diplomados  y Cátedras impartidos
1973: Universidad Nacional Autónoma de México, México, D.F.
1976: Curso Nacional de Catastro Urbano, Organización de Estados Americanos (OEA), Quito, Ecuador
1979: Instituto Politécnico Nacional, México, D. F.
1979: Curso Intensivo de Catastro, Querétaro, México
1979: Curso de Valuación, México, D. F.
1981: Universidad Iberoamericana, México. D. F.
1981: Universidad Autónoma del Estado de México, Toluca,
1982: Universidad Nacional Autónoma de México, México, D. F.
1985: Unión Internacional de Administradores Locales (IULA), Capítulo Latinoamericano, Panamá
1999: Conferencia: El Catastro Mexicano – Antecedentes y Desarrollo, Instituto Nacional del Estadística, Geografía e Informática (INEGI), Aguascalientes, Ags.
1999: Curso intensivo en Sistemas de Información sobre la Tierra (LIS: Land Information Systems), Instituto Nacional de Estadística, Geografía e Informática (INEGI), Aguascalientes, Ags.
1999: Diplomado en Sistemas de Información Catastral, Instituto Nacional de Estadística, Geografía e Informática (INEGI), Aguascalientes, Ags.
2000: Diplomado en Administración Estatal y Municipal; Instituto Nacional de Administración Pública (INAP); México. D.F.
2000: Conferencia: Cartografía; 1.er. Curso de Capacitación Instituto de Vivienda, Desarrollo Urbano y Asentamientos Humanos; Dirección de Catastro; Pachuca, Hgo.
2000: Conferencia: Valuación – Concepto, Valuación Individual y Valuación Colectiva; 1.er. Curso de Capacitación; Instituto de Vivienda, Desarrollo Urbano y Asentamientos Humanos; Dirección de Catastro; Pachuca, Hgo.
2000: Conferencia: Avances en la valuación de bienes raíces: Diplomado en Valuación Agropecuaria; Colegio de Ingenieros Agrónomos de México, A. C.
2001: Modernización Catastral, Taller impartido para funcionarios de 88 municipios del Estado de México, dividido en cuatro sesiones; Instituto Hacendario del Estado de México, Toluca, Estado de México.                         
2002: Diplomado en Técnica Catastral. Módulo VI: Administración del Catastro; Facultad de Geografía, Universidad Autónoma del Estado de México (UAEM), Toluca, Estado de México.
2003: Valuación Catastral, Curso impartido para funcionarios de ocho municipios del Estado de Quintana Roo, Chetumal, Q.R.
2004: Técnica Catastral, Curso impartido para funcionarios de ocho municipios del Estado de Campeche, Campeche.

## Artículos y Publicaciones
- "Regulations for Terrestrial Surveys”, Ministerio de Petróleo y Obras Públicas , Jeddah, Arabia Saudita, 1964
- “Specifications for Aerial Surveys as Planning Base for Road Design”, Ministerio de Petróleo, Er Riad, Arabia Saudita, 1964
- “La revisión de cámaras aéreas”, México, D.F., 1965
- “Manual de instrucción para el estereoscopio de espejos plegadizos Hilger & Watts SB-180 y equipo ancilario”, México, D.F., 1966
- “La rectificación empírica y el método de Krátky”, México, D.F., 1966
- “La precisión altimétrica en función de la altura de vuelo y del equipo de restitución empleado”, Dirección de Estudios de la Secretaría de Recursos Hidráulicos, México, D.F., 1966.
- “Operación del Stereomat Wild Raytheon B 8”, México, D.F., 1966 
- “Manual de instrucción para el Sterosketch Watts SB-115”, México, D.F. 1966
- “Manual de instrucción para el instrumento de restitución radial Hilger & Wattl SB-100”, México, D.F. 1967
- “Manual de instrucción para el instrumento de restitución Thompson-Watts Modelo 2”, México, D.F., 1967
- “Causas y propagación de errores en fajas fotogramétricas”, México, D.F., 1967
- “Inventario frutícola de cítricos”, Estudio presentado a la Secretaría de Recursos Hidráulicos, México, D.F., 1968
- “Instrumentos fotogramétricos”, México, D.F., 1968
- “Fotografía aérea comercial con un avión a reacción. Planeación y análisis de costos”, México, D.F., 1968
- “El empleo de métodos fotogramétricos en el proyecto de redes de abastecimiento en el medio rural”, Secretaría de Salubridad y Asistencia, México, D.F., 1969
- “Un sistema de control para la medición del movimiento de edificios”, Sistema de Transporte Colectivo, México, D. F., 1969
- “Sobre especificaciones para levantamientos fotogramétricos 1: 20,000 tendientes a la planeación de líneas de transmisión”, Comisión Federal de Electricidad, México, D.F., 1969
- “Precisión obtenible en los planos fotogramétricos de la zona del Río Usumacinta utilizando un vuelo 1:50 000 y datos de apoyo terrestre existentes”, Comisión Federal de Electricidad, México, D.F., 1969
- “Mecanización y automatización de la restitución fotogramétrica (Proceso de ortofotomapas)” I Seminario de Fotogrametría de Recursos Hidráulicos con la colaboración de la Sociedad Mexicana de Fotogrametría, Fotointerpretación y Geodesia, A.C. México, .D.F, 1969
- “El nuevo Catastro del Estado de México”, Dirección General de Hacienda, Gobierno del Estado de México, Toluca, México, 1969
- “Un archivo general en el Estado de México”, Departamento de Catastro, Toluca, Estado de México, 1970
- “Estudio sobre el funcionamiento de la Junta Central y las Juntas Regionales del Catastro”, Departamento de Catastro, Toluca, Estado de México, 1970
- “Estudio sobre la actualización de las leyes fiscales del Estado de México relacionados con Catastro”, Departamento de Catastro, Toluca, Estado de México, 1970 
- “Las funciones de Catastro”, Departamento de Catastro, Toluca, Estado de México, 1970
- “Actividades generales del Departamento de Catastro”, Dirección General de Hacienda, Toluca, Estado de México, 1970 
- “El nuevo Catastro del Estado de México” Departamento de Catastro, Toluca, Estado de México, 1970
- “Especificaciones para levantamientos catastrales”, Departamento de Catastro, Toluca, Estado de México, 1970
- “Recomendación de zonas de iniciación del levantamiento catastral”, Departamento de Catastro, Toluca, Estado de México, 1970
- “Análisis del sistema catastral de Jalisco”, Departamento de Catastro, Toluca, Estado de México, 1970
- “El Instituto de Valuación del Estado de México”, Instituto de Valuación del Estado de México, Toluca, Estado de México, 1970
- “Sistemas catastrales y grados de precisión”, Departamento de Catastro, Toluca, Estado de México, 1970
- “¿Qué precisión requiere un levantamiento catastral?”, I Congreso Nacional de Fotogrametría, Fotointerpretación y Geodesia, México, D.F., 1971
- “The Mexican Approach to Urban Mapping”, Congreso Semi-Anual de la Sociedad Americana de Fotogrametría, San Francisco, California, EE. UU., 1971
- “La determinación del valor unitario base de terreno por calle en la valuación masiva”, IX Congreso Nacional de Valuación y Catastro, Mérida, Yucatán, México, 1971
- “Sistemas y procedimientos de la tasación aplicada al planeamiento de nuevos sistemas catastrales”, I Reunión Panamericana de Catastro, Caracas, Venezuela, 1971
- “La medición de modelos fotogramétricos independientes”, México, D.F., 1972
- “Washington, D.C,”, Forum Hacendario, Tomo 2, Volumen 1, Gobierno del Estado de Toluca, México, 1972
- “Catastro”, Forum Hacendario, Tomo I, Volumen 3, Gobierno del Estado de México, Toluca, México, 1972
- “Catastro rústico”, Departamento de Catastro, Gobierno del Estado de México, Toluca, México, 1972
- “Métodos de levantamientos catastrales”, X Convención Nacional de Valuación y Catastro, San José Purúa, Michoacán, México, 1972
- “X Convención Nacional de Valuación y II de Catastro, Forum Hacendario, Tomo 2, Volumen 4, Gobierno del Estado de México, Toluca, México, 1972
- “Sobre sistemas registrales”, Forum Hacendario, Tomo I, Volumen 4, Gobierno del Estado de México, Toluca, México, 1972
- “El sistema Torrens”, Forum Hacendario, Tomo I, Volumen 4, Gobierno del Estado de México, Toluca, Estado de México, 1972
- “Aerotriangulación con modelos independientes”, II Congreso Nacional de Fotogrametría, Fotointerpretación y Geodesia, México, 
D.F, 1973. También: Fotogrametría, Fotointerpretación y Geodesia, n.º 6, México, D.F. 1972
- “El avalúo catastral”, Centro de Educación Continua de la Facultad de Ingeniería, Universidad Nacional Autónoma de México, curso sobre “Avalúo de Inmuebles Urbanos”, México, D.F., 1973
- “Necesidades de información en un sistema catastral urbano”, Conferencia presentada en la X Asamblea General del Instituto Panamericano de Geografía e Historia, Panamá, Panamá, 1973. También: Forum Hacendario, Tomo 3, Volumen 1, Gobierno del Estado de México, Toluca, México, 1973
- “La planeación de un nuevo sistema catastral”, Conferencia presentada en el IX Congreso Panamericano de Valuación de la Unión Panamericana de Asociaciones de Valuación, México, D.F, 1973. También: Forum Hacendario, Tomo 4, Volumen 1, Gobierno del Estado de México, Toluca, México, 1974. También: Committee on Large Scale and Urban Surveying and Mapping of the Pan American Institute of Geography and History: “Cadastre, Various Functions, Characteristics, Techniques and the Planning of a Modern Land Record System”, Edited by Dr. T. J. Blachut and Ing. J. Alberto Villasaña, National Research Council, Canadá, 1974
- “La determinación del valor unitario base de terreno por calle en la tasación masiva”, SOTAVE, Sociedad de Tasadores de Venezuela, Boletín de información Técnica, Año IX, 36, Caracas, Venezuela, 1974
- “Urban Cadastral Cartography and Data Bank in the Satate of México”, Conferencia presentada en la 7.ª Conferencia Internacional de Cartografía, Madrid, España, 1974
- “Catastro”, Gobierno del Estado de México, Toluca, México, 1974
- “El sistema catastral – Base de un banco de datos”, II Congreso Interamericano de Sistemas e Informática, Instituto Mexicano de Planeación y Operación de Sistemas, A.C. y el Colegio de México, A.C., México, D.F., 1974
- “Valuación Catastral por medio de Fotointerpretación”, Departamento de Catastro, Gobierno del Estado de México, Toluca, México, 1974
- “Productos del Levantamiento Catastral”, Departamento de Catastro, Gobierno del Estado de México, Toluca, México, 1974
- “Basic Elements in Planning of a New Land Record System”, Conferencia Norteamericana sobre Modernización de Sistemas de Registros Territoriales (MODLS), Washington D. C., 1975
- “Where do we go from here?”, Conferencia Norteamericana sobre Modernización de Sistemas de Registros Territoriales (MOLDS), Washington D. C., 1975
- “La determinación de especificaciones técnicas en los contratos de levantamientos catastrales”, III Reunión Nacional de Catastro, Instituto para el Desarrollo Técnico de la Hacienda Pública, A.C, Tuxtla Gutiérrez, Chiapas, México, 1975
- “Catastro urbano en el Estado de Hidalgo”, Gobierno del Estado de Hidalgo, México, D.F., 1975
- “Catastro rural en el Estado de México”, Dirección de Hacienda del Gobierno del Estado de México, México, D.F, 1975
- “Visitas técnicas al Departamento de Catastro del Estado de Guerrero”, Dirección General de Hacienda y Economía del Gobierno del Estado de Guerrero, México, D. F., 1975
- “Organizational Structure of Cadastre – A Suggestion”, Reunión Panamericana sobre Levantamientos Integrados y el Desarrollo de los Países, patrocinada por el Instituto Panamericano de Geografía e Historia, Bogotá, Colombia, 1976
- “Levantamiento catastral en las ciudades más importantes de la República Mexicana”, Instituto de Estudios Políticos, Económicos y Sociales (IEPES), México, D.F., 1976
- “Aspectos conceptuales de un Catastro Municipal”, IEPES (Instituto de Estudios Políticos, Económicos y Sociales), PRI (Partido Revolucionario Institucional), México DF, 1976
- “Catastro urbano”, Curso Nacional de Catastro urbano, Junta de Planificación y Coordinación Económica (JUNAPLA) y Organización de los Estados Americanos (OEA), Quito, Ecuador, 1976
- “Análisis físico de la propiedad”, Curso Nacional de Catastro Urbano, Junta de Planificación y Coordinación Económica (JUNAPLA) y Organización de los Estados Americanos (OEA); Quito, Ecuador, 1976
- “Sistemas de Valuación”, Curso Nacional de Catastro Urbano, Junta de Planificación y Coordinación Económica (JUNAPLA) y la Organización de los Estados Americano (OEA), Quito, Ecuador, 1976
- “Banco de Información Catastral”, Curso Nacional de Catastro urbano, Junta de Planificación y Coordinación Económica (JUNAPLA) y Organización de los Estados Americanos (OEA), Quito, Ecuador, 1976
- “Actualización de un Sistema Catastral”, Curso Nacional de Catastro urbano, Junta de Planificación y Coordinación Económica (JUNAPLA) y Organización de los Estados Americanos (OEA), Quito, Ecuador, 1976
- “La implementación del impuesto predial progresivo”, Tesorería del D.D.F., México, D.F., 1977. También: V Reunión Nacional de Catastro, Tampico, Tamps., 1977
- “Bases legales del Catastro en la Ciudad de México”, Tesorería del Departamento del Distrito Federal, México, DF, 1977
- “Análisis de costo / beneficio de los estudios catastrales”, Tesorería del Departamento del Distrito Federal, México, DF, 1977
- “Proyecto para la modernización y actualización del Catastro del Distrito Federal”, Dirección de Catastro e Impuesto Predial, Tesorería del D.D.F., México, D.F., 1977
- “Consideraciones teórico-prácticas sobre la implementación del impuesto predial progresivo en el Distrito Federal”, V Reunión Nacional de Catastro, Instituto para el Desarrollo Técnico de la Hacienda Pública y Gobierno del Estado de Tamaulipas Tampico, México, 1977
- “La información básica para instrumentar el sistema de contribuciones de mejoras”, Seminario Nacional sobre Contribuciones de Mejoras, Instituto para el Desarrollo de la Hacienda Pública, Guadalajara, Jalisco, México, 1977
- “La valuación catastral”, 1.er. Curso Avanzado de Valuación, Instituto Mexicano de Valuación, A.C. y Comisión Panamericana permanente de Enseñanza de la Ingeniería de la Valuación de la Unión Panamericana de Asociaciones de Valuación (UPAV), México,D.F., 1977
- “Sobre el impuesto territorial”, Simposio sobre Catastro Rural y Urbano, Instituto Geográfico Militar y de Catastro Nacional, La Paz, Bolivia, 1977
- “Aplicación de los datos de sensores remotos de Landsat al Catastro rústico”, Simposio sobre Catastro Rural y Urbano, Instituto Geográfico Militar y de Catastro nacional, La Paz, Bolivia, 1977
- “Registro de la propiedad inmueble”, Simposio sobre Catastro Rural y Urbano, Instituto Geográfico Militar y de Catastro Nacional, La Paz, Bolivia, 1977
- “Establecimiento de una base de datos catastrales”, Simposio sobre Catastro Rural y Urbano, Instituto Geográfico Militar y de Catastro Nacional, La Paz, Bolivia, 1977
- “Codificación de la propiedad inmueble”, Simposio sobre Catastro Rural y Urbano, Instituto Geográfico Militar y de Catastro Nacional, La Paz, Bolivia, 1977
- “La valuación catastral de edificaciones de uso industrial”, XIV Convención Nacional de Valuación, Asociación de Institutos Mexicanos de Valuación, Guanajuato, Gto., México, 1977
- “Establecimiento de una base de datos catastrales, “Tesorería del Departamento del Distrito Federal, México, D.F., 1978
- “Aspectos conceptuales del Catastro”, Congreso Nacional de Tasación, Sociedad de Tasadores de Venezuela, Caracas, Venezuela, 1978
- “Criterios normativos básicos para la revisión, reestructuración y proposición de la nomenclatura de las vías públicas en el Distrito Federal”, Dirección de Catastro y Contribuciones a la Propiedad Raíz, Tesorería del Departamento del Distrito Federal, México, D.F., 1978
- “Sistemas inerciales”, Dirección de Catastro y Contribuciones a la Propiedad Raíz, Tesorería del Departamento del Distrito Federal, México, D.F., 1978
- “Valuación Catastral de las mejoras”, Dirección de Catastro y Contribuciones a la Propiedad Raíz, Tesorería del Departamento del Distrito Federal, México, D.F., 1978
- “Apuntes sobre la estructura organizacional del Catastro”, VI Reunión Nacional de Catastro, Morelia, Michoacán, México, 1978
- “Project for the Modernization and Updating of Mexico City’s Data Bank”, Second MOLDS Conference, Implementation of a Modern Land Data System, North American Institute for Modernization of Land Data Systems (MOLDS), Washington D. C., EE. UU., 1978. También:  “Proyecto para la actualización y la modernización del Catastro del Distrito Federal”, Tesorería, Volumen 5, México, D.F., 1978
- “Catastro rural”, Dirección de Catastro y Contribuciones a la Propiedad Raíz, Tesorería del D.D.F., México, D.F., 1978
- “Apuntes sobre las formas en la Tesorería del Departamento del Distrito Federal”, 8.º Seminario de la Tesorería del D.D.F., México, D. F., 1978
- “Um sistema de aplicações de geoprocessamento voltado ao cadastro de cidade”, Seminario de Geoprocesamiento e Información urbana, Jefatura del Municipio de Sao Paulo, Cia. de Procesamiento de Datos del Municipio de Sao Paulo (PRODAM), e IBM de Brasil, Sao Paulo, Brasil, 1978
- “Nacimiento y Desarrollo del Catastro de la Ciudad de México”, Tesorería del Departamento del Distrito Federal, México, D.F., 1978
- “La información catastral”, Tesorería del Departamento del Distrito Federal, México, D.F., 1978
- “Sistemas cartográficos automatizados”, Dirección de Catastro y Contribuciones a la Propiedad Raíz, Tesorería del Departamento del Distrito Federal, México, DF, 1978
- “Estructura organizacional del Catastro”, VI Reunión Nacional de Catastro, Morelia, Michoacán, México, 1978
- “Elaboración de una metodología para aplicar datos de sensores remotos al Catastro Rural. Proyecto conjunto con el Centro de Investigaciones Científicas de IBM y la Dirección de Catastro y Contribuciones a la Propiedad Raíz del Departamento del Distrito Federal, México, DF, 1978-79
- “Los productos catastrales”, Dirección de Catastro y Contribuciones a la Propiedad Raíz, Tesorería del Departamento del Distrito Federal, México, DF, 1979
- “La valuación de lotes de terreno urbano”, V Congreso Nacional de Ingeniería Económica y de Costos, México, D.F., 1979
- “Proyecto de Catastro Técnico para la Industria Azucarera”, Dirección de Catastro y Contribuciones a la Propiedad Raíz, Tesorería del Departamento del Distrito Federal, México, DF., 1979
- “La planeación del Catastro”, Curso Intensivo de Catastro, Instituto para el Desarrollo Técnico de la Hacienda Pública (INDETEC) y Gobierno del Estado de Querétaro, Juríca, Querétaro, México, 1979
- “La organización del Catastro”, Curso Intensivo de Catastro, Instituto para el Desarrollo Técnico de la Hacienda Pública (INDETEC) y Gobierno del Estado de Querétaro, Juríca, Querétaro, México, 1979
- “El análisis de regresión múltiple - Aplicaciones, limitaciones, soluciones”, XI Congreso Panamericano de Valuación, Sao Paulo, Brasil, 1979
- “Aplicaciones del análisis de preferencias a la valuación masiva de lotes de terreno urbano” XVI Convención Nacional de Valuación, Puebla, Pue., 1979
- “Aplicaciones del análisis de preferencias a la valuación masiva de lotes de terreno urbano”, XI Congreso Panamericano de Valuaciones, Sao Paulo, Brasil, 1979
- “Sistemas y procedimientos de Catastro”, Instituto para el Desarrollo Técnico de la Hacienda Pública (INDETEC),  Dirección General de Catastro del Gobierno del Estado de Quintana Roo, Chetumal, Q. R., 1979
- “Aplicación de satélites artificiales a los Catastros”, VI Congreso Nacional y I Panamericano de Fotogrametría, Fotointerpretación y Geodesia, Sociedad de Fotogrametría, Fotointerpretación y Geodesia, México, D.F.,1979
- “La valuación catastral de inmuebles urbanos – Valuación de predios, valuación de edificaciones”, Curso de Valuación, Dirección de Catastro de la Propiedad Federal de la Dirección General de Control de Bienes Inmuebles y Zona Federal, Secretaría de Asentimientos Humanos y Obras Públicas, (SAHOP), México, D.F., 1979
- “Speed, Completeness, Accuracy – Relative Importance of Basic Requirements in Cadastral and Land Information Systems”, Simposio: Tecnología Moderna en Sistemas Catastrales y de Registro de la Tierra, Federación Internacional de Geodestas, Consejo Nacional de Investigación de Canadá e Instituto Canadiense de Geodesia, Ottawa, Canadá, 1979.
- “Ensayo sobre la historia universal del Catastro”, III Jornadas Técnicas de Catastro, Tesorería del Departamento del Distrito Federal, México, D.F., 1980
- “La nomenclatura del eje central”, Comité de Nomenclatura del Departamento del Distrito Federal, México, D.F., 1980
- “Anwendung der Präferenzanalyse bei der Wertermittlung städtischer Grundstücke”, Zeitschrift für Vermessungswesen, Deutscher Verein für Vermessungswesen, e. V., Stuttgart, Alemania, 1980
- “Avances en el procesamiento de datos”, III Jornadas Técnicas de Catastro, Tesorería del Departamento del Distrito Federal, México, D.F., 1980
- “El nuevo Instructivo de Valuación del Distrito Federal”, IX Convención Nacional de la Asociación Mexicana de Profesionales Inmobiliarios, A.C., Oaxaca, México, 1980
- “El Catastro de la Ciudad de México – Conceptos, experiencias, proyectos”, IV Congreso Internacional de Derecho Registral, auspiciado por la Dirección General del Registro Público de la Propiedad y del Comercio del Departamento del Distrito Federal, México, D.F., 1980
- “Catastro y la valuación de la propiedad raíz en el D.F.,” Universidad Iberoamericana, Centro de Difusión y Extensión Universitarias, México, D.F., 1981
- “El planeamiento de nuevos sistemas de información de Catastro”, VIII Reunión Nacional del Catastro, Instituto para el Desarrollo Técnico de la Hacienda Pública (INDETEC) y Gobierno del Estado de Aguascalientes, Ags. México, 1981
- “Apuntes sobre la estructura organizacional del Catastro”, IV Jornadas Técnicas de Catastro, Tesorería del Departamento del Distrito Federal, México, D.F., 1981
- “Avances en la reforma administrativa de Catastro”, IV Jornadas Técnicas de Catastro, Tesorería del Departamento del Distrito Federal, México, D.F., 1981
- “Análisis del estudio: Apuntes para la consideración crítica de los Catastros en México”, Tesorería del Departamento del Distrito Federal, México, D.F., 1981
- “Comments on the Cadastral Experience related to US Senate Bill 706”, Instituto Norteamericano para la Modernización de Registros de la Tierra (MOLDS), Washington D. C., EE. UU., 1981   
- “Catastro”, Curso impartido en la División de Educación Continua, Facultad de Ingeniería, Universidad Nacional Autónoma (UNAM), México, D.F., 1982
- “Aspectos técnicos del Catastro”, IX Reunión Nacional de Catastro, Instituto para el Desarrollo Técnico de la Hacienda Pública (INDETEC), Oaxaca, Oax., México, 1982. Coautores: J. A. Villasana y H. A. Díaz)
- “Satélites artificiales orientan la producción del campo”, Decisión, Confederación de Cámaras Nacionales de Comercio, México, D.F., 1982
- “Sistemas integrales de información - ¿Meta deseable?”, VII Congreso Nacional y II Panamericano de Fotogrametría, Fotointerpretación y Geodesia; Sociedad de Fotogrametría, Fotointerpretación y Geodesia, México, D.F., 1982. También: Revista Cartográfica n.º 42, Instituto Panamericano de Geografía e Historia, México, D.F., 1982
- “Sistemas de geoinformática”, VII Congreso Nacional y II Panamericano de Fotogrametría, Fotointerpretación y Geodesia; Sociedad de Fotogrametría, Fotointerpretación y Geodesia, México, D.F., 1982
- “El Catastro de la Ciudad de México – Antecedentes, desarrollo y futuro”, VII Congreso Nacional y II Panamericano de Fotogrametría, Fotointerpretación y Geodesia; Sociedad de Fotogrametría, Fotointerpretación y Geodesia, México, D.F., 1982
- “El nuevo sistema integral de información catastral en México, D.F.,”, VII Congreso Nacional y II Panamericano de Fotogrametría, Fotointerpretación y Geodesia; Sociedad de Fotogrametría, Fotointerpretación y Geodesia, México, D.F., 1982
- “Geoinformática con satélites artificiales”, Dirección de Catastro y Contribuciones a la Propiedad Raíz, Tesorería del Departamento del Distrito Federal, México, DF, 1982
- “Origen etimológico–histórico del término “Catastro”, Instituto Panamericano de Geografía e Historia, México, D.F., 1982
- “México City’s New Cadastral Information System”, XVII Congreso Internacional de Geodestas, Federación Internacional de Geodestas (FIG), Sofía, Bulgaria, 1983
- “Geoinformática”, II Semana de la Ingeniería Civil, Facultad de Ingeniería, Universidad Autónoma de Yucatán, Mérida, Yucatán, 1984
- “Catastro”, II Semana de la Ingeniería Civil, Facultad de Ingeniería, Universidad Autónoma de Yucatán, Mérida, Yucatán, 1984
- “La valuación de predios urbanos”, Primer Curso de Valuación de Bienes Raíces y Activos Fijos, Instituto Mexicano de Valuación de Yucatán, A.C., Mérida Yucatán, 1984
- “Herramientas de valuación”, Seminario: Criterios de Valuación, Colegio de Arquitectos de México, A.C. y Sociedad de Arquitectos Valuadores, A.C. México, D.F., 1984
- “Fair Market Price for a LFC Frame”, Eros Data Center, Sioux Falls, EE. UU., 1985
- “Herramientas de valuación”, Seminario: Criterios de Valuación, Colegio de Arquitectos de México, A.C. y Sociedad de Arquitectos Valuadores, A.C. México, D.F., (2.ª Edición) 1985
- “La valuación de bienes raíces en la Antigua Zona del Canal de Panamá”, Dirección de Administración de Bienes, Ministerio de Hacienda y Tesoro, Panamá, 1985
- “Nuevos sistemas catastrales urbanos en los municipios de la República Mexicana”, Unión Internacional de Administradores Locales (IULA), Capítulo Latinoamericano de IULA en Quito, Ecuador; Ministerio de Planificación y Política Económica de Panamá; Curso n.º 6: Sistemas Catastrales Urbanos para Ciudades intermedias y pequeñas. Centro de capacitación, Río Hato, Panamá, 1985
- “Implementos de una sobretasa del impuesto predial para predios no edificados”, Dirección de Catastro, Chihuahua, 1985
- “Sistema computarizado de Catastro Municipal”, México, D.F., 1987
- “Análisis del sistema catastral de Mexicali, B.C.”, Mexicali, B.C., 1987
- “Geoinformática municipal”, El Municipio, Revista del Ayuntamiento Mexicano, n.º 20, Centro Nacional de Estudios Municipales, Secretaría de Gobernación, México, D.F., 1988
- “Procesos de actualización de los instrumentos administrativos”, Reunión Nacional de Modernización Catastral, Secretaría de Desarrollo Social (SEDESOL), México, D.F., 1994
- “Factores de interdependencia que influyen en la valuación de bienes raíces”, Reunión Estatal del Instituto de Valuación del Estado de México, Toluca, México, 1996
- “Obras de infraestructura por cooperación,” Foro de Productividad y Empleo, Fundación Colosio del Estado de México, Huixquilucan, Estado de México, 1997
- “El financiamiento de proyectos catastrales”, Foro Nacional: El Catastro y su proyección en México, Colegio de Ingenieros Toógrafos, A.C., México, D.F., 1999
- “El Catastro Mexicano – Antecedentes y Desarrollo”, Instituto Nacional de Estadística, Geografía e Informática (INEGI), Aguascalientes, Ags., 1999
- “El Catastro y las contribuciones a la propiedad raíz en el Estado de México”, Secretaría de Finanzas del Gobierno del Estado de México, Toluca, México, 1999
- “Desarrollo Urbano y Vivienda”, IX Reunión de Trabajo Temático, Consejo Mexiquense de Planeación, Naucalpan de Juárez, Estado de México, 1999 
- “El Catastro”, Módulo 6 del Diplomado en Administración Estatal y Municipal, Instituto Nacional de Administración Pública (INAP), Coordinación de Desarrollo y Formación Permanente, México, D.F., 2000
- “La Valuación Catastral – Antecedentes, Avances y Perspectivas” 1.er. Congreso Nacional de Valuadores, Sociedad de Arquitectos Valuadores, A.C., Aguascalientes, Ags., 2000
- “Levantamiento catastral, valores unitarios de suelo y construcciones y adecuaciones de tasas de las contribuciones a la propiedad raíz: Reformas al Artículo 115 Constitucional”, Instituto Catastral del Estado de Campeche, Campeche, Camp., e 2000
- “La actualización de las oficinas de Catastro Municipal”, III Reuniones Regionales Hacendarias realizadas en 7 municipios del Estado de México, Instituto Hacendario del Estado de México, 2001
- “Establecimiento de un solo padrón inmobiliario” IV Reuniones Regionales realizadas en 7 municipios del Estado de México, Instituto Hacendario del Estado de México”, 2001
- “Modernización Catastral” Taller (dividido en 4 sesiones), impartido para funcionarios de 88 municipios del Estado de México, nstituto Hacendario del Estado de México, Toluca, Estado de México, 2001
- “Actualización de la cartografía catastral”, V Reuniones Regionales realizadas en 7 municipios del Estado de México, Instituto Hacendario del Estado de México, 2001
- “Sistemas Catastrales y de Registro, su integración y sustentabilidad”, Moderación de la Mesa 2, Foro Internacional “Ordenamiento de la Propiedad y Sistemas Catastrales”, Secretaría de la Reforma Agraria, Procuraduría Agraria, México, D.F., 2001
- “El Catastro en México – Situación actual y perspectivas”, Conferencia Magistral Inaugural del 5° Congreso Internacional de Catastro, Toluca de Lerdo, Estado de México, 2011

## Libros Publicados
- “Sistemas y procedimientos de la tasación aplicados al planeamiento de nuevos sistemas catastrales”, Ediciones Gobierno del Estado de México, Toluca, México, 104 pp., 1972
- “Catastro - Conceptos, técnicas, avances, sistemas, aplicaciones”, (Comp.) Editorial Concepto, S.A., México, D.F., 229 pp., 1981
- “Sistemas Catastrales”, Instituto de Geoinformatica, A.C., Editorial Concepto, S.A., México, D.F., 275 pp., 1982
- “Geoinformatica”, (Comp.)  Instituto de Geoinformatica, A.C., Editorial Concepto, S.A., México, D.F., 162 pp., 1982
- “La Valuación de predios urbanos”,  Instituto de Geoinformatica, A.C., Editorial Concepto, S.A., México, D.F., 259 pp., 1983
- “La Valuación de predios rurales”,  Instituto de Geoinformatica, A.C., Editorial Concepto, S.A., México, D.F., 343 pp., 1989
- “Dem Weg unterworfen. Geschichten aus der islamischen Welt Arabiens” pp.247, Alemania, 2012